# Consórcio Unileste
Consórcio Unileste é um consórcio de empresas de ônibus. É responsável pelo transporte de milhares de usuários diariamente nos municípios da denominada Área 4: Biritiba Mirim, Ferraz de Vasconcelos, Guararema, Itaquaquecetuba, Mogi das Cruzes, Poá, Salesópolis, Suzano e São Paulo.

## Empresas
As empresas responsáveis são:
- 41 - Radial Transporte Coletivo
- 44 - Viação Jacareí
- 45 - Empresa de Ônibus Pássaro Marron
- 47 - Alto Tietê Transportes (ATT)

Tem sede na cidade de Mogi das Cruzes e opera 45 linhas com 291 veículos no sistema regular desde 2006. O gerenciamento e a fiscalização do serviço são feitos pela EMTU-SP. Foi eleita pela EMTU, em 2007, a melhor operadora de ônibus da Grande São Paulo.

### Saída da CS Brasil
A CS Brasil deixou de operar gradativamente no consórcio no dia 23 de outubro de 2016, finalizando o repasse em 6 de novembro de 2016, alegando baixa rentabilidade das linhas e que não concordava com a extensão do contrato de forma emergencial, visto que a concessão encerrou-se em setembro de 2016, após 10 anos da assinatura da mesma. As linhas e os ônibus ficaram em sua maioria com a Radial Transporte e uma menor parcela com a Viação Jacareí.
Na semana em que a Radial recebeu as primeiras linhas que eram da CS Brasil, promoveu reduções na frota e cortes de horários, inclusive deixando de operar aos finais de semana, sem autorização prévia da EMTU. Passageiros descontentes com a situação passaram a registrar inúmeras reclamações na EMTU e na imprensa da região, visto que nenhuma das mudanças foram anunciadas. Até fevereiro de 2017, ainda constavam no sistema da EMTU os horários antigos com operação integral todos os dias da semana, diferente do que estava sendo realizado na prática, onde determinadas linhas estavam totalmente inoperantes.
Por conta de tudo isso, um abaixo assinado foi realizado por moradores da cidade de Poá e enviado ao Ministério Público de São Paulo com 2,7 mil assinaturas.

## Curiosidades
- No início toda frota do consórcio era formada apenas por um modelo de carroceira, eram quase 350 CAIO Apache VIP I. Atualmente possui as carrocerias posteriores do mesmo fabricante e também da Marcopolo.
- Existem algumas linhas que partem e passam pelos municípios de Arujá, Santa Isabel e Guarulhos, que pertencem à área 3, de abrangência do Consórcio Internorte.